# Acrotomodes puma
Acrotomodes puma es una especie de polilla perteneciente a la familia Geometridae, descrita por primera vez por el lepidopterólogo inglés William Warren en 1910 con distribución en Brasil.

## Descripción
Las alas anteriores son de color carne pálido y opaco, con reflejos oliva y pecas de escamas blancas. Cuenta con una línea transversal que está marcada por pequeñas rayas negras en las venas y la línea submarginal indicada únicamente por algunas nubes tenues de color marrón oliva. La parte inferior de las alasves de color leonado ocre, las alas anteriores contienen una línea marrón rojiza que parte justo antes del ápice.
Las alas posteriores son más oscuras que las anteriores, con flecos más oscuros. El tórax y abdomen del mismo color que las alas, tornándose blanquecino en la parte anterior. El vértice y el eje de las antenas son de color blanco puro. La cara, palpos y pectinaciones de las antenas son marrón rojizo.